# Dahu (Cikedal)
Dahu is een bestuurslaag in het regentschap Pandeglang van de provincie Banten, Indonesië. Dahu telt 2697 inwoners (volkstelling 2010).